# 109097 Hamuy
109097 Hamuy este un asteroid din centura principală de asteroizi.

## Descriere
109097 Hamuy este un asteroid din centura principală de asteroizi. A fost descoperit pe 19 august 2001 la Pla D'Arguines de Rafael Ferrando. Asteroidul prezintă o orbită caracterizată de o semiaxă mare de 2,56 ua, o excentricitate de 0,15 și o înclinație de 11,7° în raport cu ecliptica.